# 薩克斯泰德
薩克斯泰德（Thaxted）是英國英格蘭埃塞克斯郡的一個城鎮和民政教區。據2001年英國人口普查，薩克斯泰德有人口2,526人。當地的地標建築有教區教堂。